# Kim Kwang-jin
Kim Kwang-jin (* 10. Juni 1995 in Ansan) ist ein ehemaliger südkoreanischer Freestyle-Skier. Er startete in der Disziplin Halfpipe.

## Werdegang
Kim belegte bei den Juniorenweltmeisterschaften 2010 in Cardrona den 13. Platz, bei den Weltmeisterschaften 2011 in Park City den 29. Rang und bei den Olympischen Jugend-Winterspielen 2012 in Innsbruck den achten Platz. Bei den Juniorenweltmeisterschaften im März 2012 in Chiesa in Valmalenco nahm er am Slopestyle-Wettbewerb teil, wobei er den 41. Platz errang. Sein Debüt im Freestyle-Skiing-Weltcup gab er zu Beginn der Saison 2012/13 in Cardrona, welchen er auf dem 24. Platz beendete. Im weiteren Saisonverlauf kam er bei den Weltmeisterschaften 2013 in Oslo auf den 30. Platz und bei den Juniorenweltmeisterschaften 2013 in Chiesa in Valmalenco auf den zehnten Rang. In der Saison 2013/14 errang er in Sotschi bei seiner einzigen Teilnahme an Olympischen Winterspielen den 25. Platz und siegte bei den südkoreanischen Meisterschaften in der Halfpipe sowie im Slopestyle. Auch im folgenden Jahr wurde er südkoreanischer Meister in der Halfpipe. Zudem gewann er bei der Winter-Universiade 2015 in der Sierra Nevada die Silbermedaille und kam bei den Weltmeisterschaften 2015 am Kreischberg auf den 17. Platz. In der Saison 2016/17 erreichte er mit dem 28. Platz im Halfpipe-Weltcup sein bestes Gesamtergebnis und belegte bei den Freestyle-Skiing-Weltmeisterschaften 2017 in der Sierra Nevada auf den 29. Platz. In der folgenden Saison absolvierte er im Secret Garden Resort seinen 17. und damit letzten Weltcup. Dabei errang er mit dem siebten Platz seine einzige Top-Zehn-Platzierung im Weltcup.

## Erfolge

### Olympische Spiele
- Sotschi 2014: 25. Platz Halfpipe

### Weltmeisterschaften
- Park City 2011: 29. Platz Halfpipe
- Voss 2013: 30. Platz Halfpipe
- Kreischberg 2015: 17. Platz Halfpipe
- Sierra Nevada 2017: 29. Platz Halfpipe

### Weltcupwertungen
| Saison  | Gesamt | Gesamt | Halfpipe | Halfpipe |
| Saison  | Platz  | Punkte | Platz    | Punkte   |
| ------- | ------ | ------ | -------- | -------- |
| 2012/13 | 250.   | 2      | 49.      | 9        |
| 2013/14 | 188.   | 4      | 35.      | 20       |
| 2015/16 | 193.   | 2,6    | 35.      | 13       |
| 2016/17 | 183.   | 4,6    | 28.      | 23       |
| 2017/18 | 146.   | 8,5    | 31.      | 51       |

### Winter-Universiade
- Sierra Nevada 2015: 2. Platz Halfpipe

### Juniorenweltmeisterschaften
- Cardrona 2010: 13. Platz Halfpipe
- Chiesa in Valmalenco 2012: 41. Platz Slopestyle
- Chiesa in Valmalenco 2013: 10. Platz Halfpipe

### Weitere Erfolge
- Olympische Jugend-Winterspiele 2012: 8. Platz Halfpipe
- 3 südkoreanische Meistertitel,  Halfpipe (2014, 2015), Slopestyle (2014)